# Borba de Montanha
Borba de Montanha es una freguesia portuguesa del concelho de Celorico de Basto, con 9,91 km² de superficie y 1.255 habitantes (2001). Su densidad de población es de 126,6 hab/km².